# Balatonhenye
Balatonhenye è un comune dell'Ungheria di 152 abitanti (dati 2001). È situato nella contea di Veszprém.